# اشلی گرین
اشلی میشل گرین (به انگلیسی: Ashley Michele Greene) (زاده ۲۱ فوریه ۱۹۸۷) هنرپیشه تلویزیون و سینما و مدل آمریکایی است. او نقش آلیس کالن در گرگ و میش را ایفا کرد.

## زندگی‌نامه
در جکسون‌ویل، فلوریدا زاده شد. مادرش جو و پدرش میشل گرین بودند. در سن ۱۷ سالگی با هدف هنرپیشگی به لس آنجلس کالیفرنیا نقل مکان کرد. اشلی یک برادر بزرگتر به نام جو دارد که هنوز با والدینش در جکسون ویل زندگی می‌کند.

## حرفه
اشلی در ابتدا قصد داشت که مدل شود ولی به دلیل اینکه به حد کافی بلند قد نبود مجبور شد که در تبلیغات ایفا نقش کند. بعد از گذراندن کلاس بازیگری به بازیگری علاقه‌مند شد و بازیگری را به مدل بودن ترجیح داد. او در مجموعه تلویزیونی پانکد Punk'd به عنوان بازیگر مهمان ایفای نقش کرد.
در گرگ و میش و ماه نو در نقش خواهر ادوارد کالن یعنی آلیس کالن خوش درخشید و در دو قسمت بعدی فیلم نیز ایفای نقش کرد.

## گزیده آثار بازیگری
- سلطان کالیفرنیا (۲۰۰۷) در نقش مشتری مک دونالد
- گرگ‌ومیش (۲۰۰۸) در نقش آلیس کالن
- گرگ‌ومیش: ماه نو (۲۰۰۹) در نقش آلیس کالن
- سهم زمین (۲۰۱۰) در نقش میشل بورخام
- گرگ‌ومیش: خسوف (۲۰۱۰) در نقش آلیس کالن
- قلب یک جنگجو (۲۰۱۱) در نقش بروکلین میلیگان
- کره (فیلم ۲۰۱۱) در نقش کیتلین پیکلر
- گرگ‌ومیش: سپیده‌دم – قسمت اول (۲۰۱۱)
- خندیدن با صدای بلند (۲۰۱۲)
- شبح (فیلم ۲۰۱۲)
- گرگ‌ومیش: سپیده‌دم – قسمت دوم (۲۰۱۲)
- سی‌بی‌جی‌بی (۲۰۱۳)
- کاش من اینجا بودم (۲۰۱۴)
- دفن کردن دوست‌دختر سابق (۲۰۱۴)
- تابستان جزیره استاتن (۲۰۱۴)
- اصرار (فیلم ۲۰۱۶)
- مرد حادثه‌آفرین (۲۰۱۸)
- آثار باستانی (۲۰۱۸)
- بامب‌شل (۲۰۱۹) در نقش ابی هانتسمن
- بلک‌جک: داستان جکی رایان (۲۰۲۰)
- عواقب (فیلم ۲۰۲۱)
- آخرین فرصت (۲۰۲۱)
- اتاق سفید (۲۰۲۲)
- چند زن دیگر (۲۰۲۳)